# Ум Ниобе, Рубен
Рубен Ум Ниобе (фр. Ruben Um Nyobé, 1913 — 13 сентября 1958) — камерунский революционер и деятель антиколониального движения, основатель и руководитель Союза народов Камеруна, вице-президент Африканского демократического объединения. Национальный герой Камеруна.

## Биография

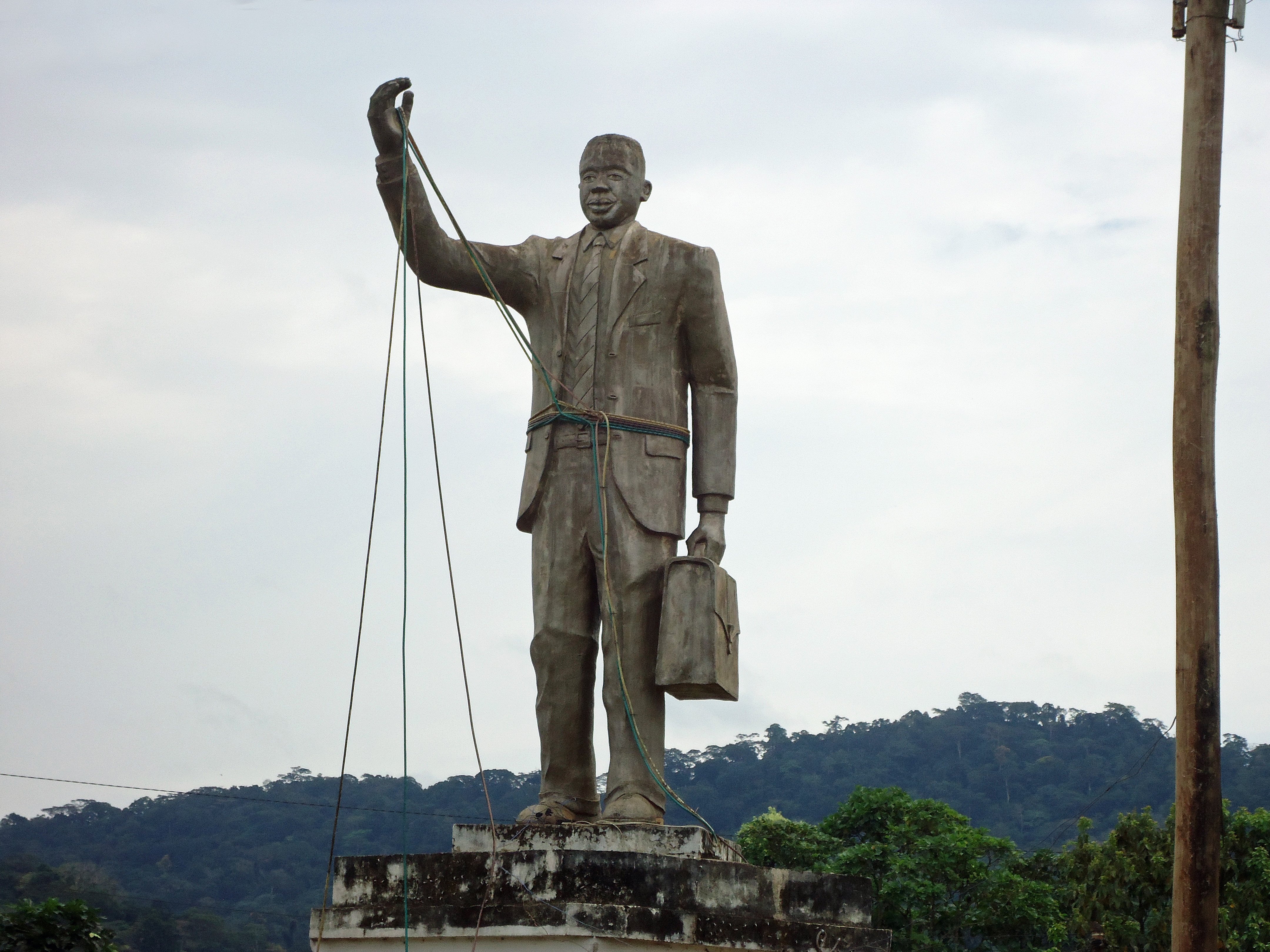
Памятник Ум Ниобе в г. Эсека

Родился в департаменте Ньонг и Келле, по происхождению близок к народу Баса. В молодости служил во французской колониальной администрации, однако вскоре стал активным деятелем профсоюзного движения. Основал и возглавил Союз народов Камеруна, начавший в 1955 году вооружённую борьбу за национальное освобождение страны. 13 сентября 1958 года погиб в бою с французскими войсками. На посту генерального секретаря Союза народов Камеруна его сменил Феликс Ролан Мумье.